# Léon Jean Benjamin de Lamothe
Pour les articles homonymes, voir Lamothe.
Léon Jean Benjamin de Lamothe (1849-1936) est un général de division et un géologue français.

## Biographie
Léon Jean Benjamin de Lamothe naît le 22 août 1849 à Metz. Fils de Benjamin de Lamothe (1799-1884), colonel d'artillerie, et de Marie-Caroline Luchaire, il est le frère de Henri Félix de Lamothe, journaliste et administrateur des colonies.

### Carrière militaire
Léon Jean Benjamin de Lamothe a suivi le parcours souhaité par son père et entra à l'École polytechnique (promotion X1868). Ses affectations l'ont mené en Algérie. Il fit une brillante carrière militaire. Il est président du Comité central de l'artillerie en 1910. Pendant la Première Guerre mondiale, il est affecté à l'état-major de la Deuxième armée française comme général de division (02/08/1914-13/01/1916).
Léon Jean Benjamin de Lamothe meurt à Grenoble le 13 novembre 1936.

### Carrière scientifique
Léon Jean Benjamin de Lamothe a profité de ses différentes affectations pour s'intéresser à la géologie à laquelle il avait été initié par Charles Lory. Pendant son affectation en Algérie, il y étudia la disposition étagée des terrasses marines du littoral algérois. Il chercha à les relier avec les terrasses fluviatiles des vallées côtières. Cela le conduisit à mettre en évidence l'importance des variations du niveau marin.
Lamothe va partir des conceptions de Joseph-Alphonse Adhémar, d'Eduard Suess et William Morris Davis pour aboutir à sa théorie des plages et terrasses eustatiques qui a été ensuite vulgarisée par Charles Depéret. Il commença à présenter en 1901 une étude comparée des systèmes de terrasses de l'oued Isser (Algérie), de la Moselle, du Rhin et du Rhône qui suscita un intérêt. Puis en 1911, il rassembla les résultats des observations qu'il avait réalisées au Maghreb dans un important mémoire sur Les anciennes lignes de rivage du Sahel algérois et d'une partie de la côte algérienne. 
En 1914, il étudia alors les anciennes nappes alluviales et les terrasses du Rhône et de l'Isère dans la région de Valence. En 1918 il présenta ses observations sur les anciennes nappes alluviales et lignes de rivage du bassin de la Somme et leurs rapports avec celles de Méditerranée occidentale. Il complète en 1924 cette étude par des observations sur les anciennes nappes alluviales du bassin de la Haute Moselle.
Pour ces différentes études, il a été un des premiers à appliquer l'eustatisme à la formation des terrasses alluviales. Il a fait don par testament au Muséum de Grenoble de sa collection de coquillages, de fossiles et de sa bibliothèque consacrée à la géologie. La Société géologique de France attribue depuis 1935 un prix portant son nom grâce à un legs qu'il a fait et qui récompense des travaux sur la paléontologie, la micropaléontologie, et la biostratigraphie.

## Publications
- Note sur les terrains de transport du bassin de la Haute-Moselle et de quelques vallées adjacentes, Bulletin de la Société géologique de France, 1897
- Notes sur les anciennes plages et terrasses du bassin de l'Isser (Département d'Alger) et de quelques autres bassins de la côte algérienne, Bulletin de la Société géologique de France, 1899
- Sur le rôle des oscillations eustatiques du niveau de base dans la formation du système de terrasses de quelques vallées, Comptes Rendus de l'Académie des Sciences, 1901
- Étude comparée des systèmes de terrasses de vallées de l'Isser, de la Moselle, du Rhin et du Rhône : Preuve que leur formation est due à des oscillations eustatiques du niveau de base, Bulletin de la Société géologique de France, 1901
- Note sur les relations stratigraphiques qui paraissent exister entre les anciennes lignes de rivage de la côte algérienne et celles signalées sur le côte niçoise, Bulletin de la Société géologique de France, 1904
- Les anciennes lignes du rivage du Sahel d'Alger et d'une partie de la côté algérienne, Mémoires de la Société géologique de France, série 4, tome 4, 1911
- Au sujet du déplacement de la ligne de rivage le long des côtes algériennes pendant le Post-Pliocène, Bulletin de la Société géologique de France, 1912
- Les anciennes nappes alluviales et les terrasses du Rhône et de l'Isère dans la région de Valence, p. 3-89, Bulletin de la Société géologique de France, Notes et Mémoires, 1915
- Les anciennes lignes de rivage du bassin de la Somme et leur concordance avec celles de la Méditerranée occidentale, Comptes Rendus de l'Académie des Sciences, 1916
- Les anciennes nappes alluviales et lignes de rivage du bassin de la Somme et leurs rapports avec celles de la Méditerranée occidentale, Bulletin de la Société géologique de France, 1918

## Décorations
- Chevalier de la Légion d'honneur le 9 octobre 1887,
- Officier de la Légion d'honneur le 5 juillet 1893
- Commandeur de la Légion d'honneur le 10 juillet 1907
- Grand officier de la Légion d'honneur le 10 juillet 1913.